# Tom Clancy’s Splinter Cell: Chaos Theory
A Tom Clancy’s Splinter Cell: Chaos Theory lopakodós játék, melyet a Ubisoft fejlesztett és jelentetett meg 2005 márciusában Microsoft Windows operációs rendszert futtató személyi számítógépekre, Xbox, PlayStation 2 és Nintendo GameCube asztali és Nintendo DS kézikonzolra, illetve N-Gage és egyéb mobiltelefonokra. A játéknak a tervek szerint egy Game Boy Advance-portja is lett volna, azonban ennek fejlesztését végül leállították. A Chaos Theory a harmadik rész a Tom Clancy által létrehozott Splinter Cell sorozatnak. A játék Sam Fisher NSA ügynök munkáját követi, a Third Echelon fedőnevű csoport tagja.
A játék a Pandora Tomorrow folytatása, a Double Agent előzménye. Az Official Xbox Magazine az év játékának választotta 2005-ben az élethű grafika és a különleges játékmenet miatt.[forrás?]